# Mørkets mænd
Mørkets mænd er en amerikansk stumfilm fra 1922 af Kenneth Webb.

## Medvirkende
- Betty Blythe som Countess Margherita
- Thurston Hall som Caesar Maruffi / Cardi
- Robert Elliott som Norvin Blake
- Gladys Hulette som Myra Nell Drew
- Florence Auer som Lucrezia
- Walter James som Gian Norcone